# Diocese de Vijayawada
A Diocese de Vijayawada (Latim:Dioecesis Viiayavadanus) é uma diocese localizada no município de Vijayawada, no estado de Andra Pradexe, pertencente a Arquidiocese de Visakhapatnam na Índia. Foi fundada em 10 de janeiro de 1933 pelo Papa Pio XI como Missão Sui Iuris de Bezwada, sendo elevada a diocese em 1937.Com uma população católica de 300.681 habitantes, sendo 6,1% da população total, possui 100 paróquias com dados de 2020.

## História
Em 10 de janeiro de 1933 o Papa Pio XI cria a Missão Sui Iuris de Bezwada através do território da Diocese de Hyderabad. Em 1937 a Missão sui iuris é elevada a Diocese de Bezwada. Em 1950 tem seu nome alterado para Diocese de Vijayawada. Em 1976 a diocese perde território para a formação da Diocese de Eluru.

## Lista de bispos
A seguir uma lista de bispos desde a criação da missão sui iuris em 1933, em 1937 é elevada a diocese, recebendo o nome atual somente em 1950
|                                           | Nome                          | Período              | Notas                              |
| Bispos de Vijayawada                      | Bispos de Vijayawada          | Bispos de Vijayawada | Bispos de Vijayawada               |
| ----------------------------------------- | ----------------------------- | -------------------- | ---------------------------------- |
| 5º                                        | Joseph Thelegathoti, S.M.M.   | 2015 - atual         |                                    |
| 4º                                        | Prakash Mallavarapup          | 2002 - 2012          | Nomeado arcebispo de Visakhapatnam |
| 3º                                        | Marampudi Joji                | 1996 - 2000          | Nomeado arcebispo de Hyderabad     |
| 2º                                        | Joseph S. Thumma              | 1971 - 1996          |                                    |
| 1º                                        | Ambrose De Battista, P.I.M.E. | 1951 - 1971          | Faleceu no cargo                   |
| Bispos de Bezwada                         |                               |                      |                                    |
| 1º                                        | Domenico Grassi, P.I.M.E.     | 1938 - 1951          | Faleceu no cargo                   |
| Eclesiásticos superiores de Bezwada       |                               |                      |                                    |
| 1º                                        | Domenico Grassi, P.I.M.E.     | 1933 - 1938          | Nomeado bispo de Bezwada           |
| Administradores apostólicos de Vijayawada |                               |                      |                                    |
| 1º                                        | Joji Govindu                  | 2012 - 2015          |                                    |